# غبيراء هجينة
الغبيراء الهجينة (باللاتينية: Sorbus × hybrida) نوع نباتي شجري يتبع جنس الغبيراء من الفصيلة الوردية.
تنتشر في المناطق الإسكندنافية ودول البلطيق.